# NN-221
La carretera NN-221 es una vía departamental secundaria ubicada en el departamento de Rivas, en el suroeste de Nicaragua. Tiene una longitud de 4.54 kilómetros y conecta la Ciudad de Rivas con Puerto San Jorge, el principal punto de salida de ferris hacia la Isla de Ometepe. Fue inaugurada en el año 2013, mejorando la conectividad hacia uno de los destinos turísticos más visitados del país.

## Trazado y cruces
La siguiente tabla muestra las principales localidades y conexiones por donde transita la NN-221:
| km   | Localidad        | Departamento | Conexión / Ruta |
| ---- | ---------------- | ------------ | --------------- |
| 0.0  | Ciudad de Rivas  | Rivas        | NIC 62          |
| 2.1  | El Rosario       | Rivas        |                 |
| 4.54 | Puerto San Jorge | Rivas        |                 |

## Coordenadas
Uno de los tramos de la NN-221 puede ser encontrado en las coordenadas: 11°26′03″N 85°48′23″O / 11.4342, -85.8063